# لئو هونکالا
لئو هونکالا (فنلاندی: Leo Honkala؛ ۸ ژانویه ۱۹۳۳ – ۱۷ مه ۲۰۱۵) کشتی‌گیر اهل فنلاند بود.
وی در مسابقات کشوری و بین‌المللی در مجموع برندهٔ ۱ مدال برنز شده‌است.